# Centrum Innowacji, Rozwoju i Transferu Technologii Politechniki Poznańskiej
Centrum Innowacji, Rozwoju i Transferu Technologii Politechniki Poznańskiej (skrót: CIRiTT) - jednostka mająca na celu zwiększenie efektywności współpracy między nauką a biznesem, należące do Politechniki Poznańskiej. 
Celem działania Centrum jest efektywne łączenie nauki i biznesu oraz wspieranie rozwiązań innowacyjnych, mających za zadanie zwiększenie konkurencyjności polskich przedsiębiorstw. Centrum oferuje usługi doradcze, szkoleniowe, informacyjne i promocyjne (m.in. przygotowywanie wniosków aplikacyjnych do projektów finansowanych z funduszy strukturalnych, wspomaganie rozliczeń projektów, ochrona własności intelektualnej, analizy finansowe i ekonomiczne, inspirowanie i wspieranie inicjatyw gospodarczych, audyty technologiczne i inne). 
Usługi CIRiTT są adresowane do przedsiębiorców, konsorcjów naukowo-przemysłowych, instytucji otoczenia biznesu, oraz pracowników Politechniki Poznańskiej. 
Siedziba Centrum mieści się przy pl. Marii Skłodowskiej-Curie 5 w Poznaniu.